# Amitabh Bachchan
Pour les articles homonymes, voir Bachchan.
Amitabh Bachchan (अमिताभ बच्चन), né le 11 octobre 1942 à Allahabad (Uttar Pradesh), est un acteur indien.
Grande vedette du cinéma de Bollywood, il a tourné dans plus de 200 films.

## Biographie
Amitabh Bachchan naît en octobre 1942 à Allahabad, en Inde. Son père, Harivansh Rai Bachchan, était un poète célèbre ; nommé « Srivastava », il s'est fait connaître sous le nom de « Bachchan », un nom que toute la famille a fini par adopter. Sa mère, Teji Bachchan, était originaire du Pendjab.
Après le lycée à Allahabad, Amitabh Bachchan poursuit ses études et obtient un diplôme d'art puis un diplôme en science,. Il tente ensuite sa chance au théâtre, devient animateur dans une station de radio puis occupe une place de cadre dans une compagnie de transport de Kolkata. À 26 ans, il se tourne vers le cinéma. Saat Hindustani, le film dans lequel il débute, sort en 1969. Quatre ans plus tard, Amitabh Bachchan incarne un jeune homme en colère dans Zanjeer. Le personnage qu'il interprète est d'abord un enfant des rues, qui, par exemple, n'hésite pas à se manifester face à deux gangsters habillés de costumes blancs, en indiquant « Je suis un cireur de chaussures, pas un mendiant. Ramasse ta pièce et donne-la moi. ». Sa voix de baryton fait partie de ses atouts d'acteur. Puis, devenu un inspecteur de police, il laisse son uniforme au vestiaire pour aller combattre à mains nues, et en chemise blanche, les bandits. Il retrouve le même rôle en 1975 dans Deewaar, sous la direction de Yash Chopra. Il est alors au sommet de la gloire et y restera de nombreuses années. Pendant cette période, il se voit décerner le surnom de « Angry Young Man » (jeune homme en colère) à cause des nombreux rôles de rebelle qu'il incarne.
Amitabh Bachchan se marie avec l'actrice Jaya Bhaduri. Deux enfants voient le jour, une fille, Shweta et un fils, Abhishek, qui comme ses parents, devient acteur et épouse l'actrice Aishwarya Rai.
En 1982, Amitabh Bachchan est grièvement blessé au cours du tournage du film Coolie, ce qui émeut son pays, certains fans allant dormir et prier sur le trottoir situé en face de l'hôpital. Il met alors de côté sa carrière d'acteur et fonde une société de production cinématographique, l'ABCL (Amitabh Bachchan Corporation Limited).
En 1984, il commence une carrière dans la politique avec l'appui de Rajiv Gandhi, un ami de longue date de la famille. Il obtient un siège au Parlement d'Allahabad après avoir remporté les élections avec plus de 68 % des votes. Trois ans plus tard, il démissionne. Il est soupçonné d'être impliqué dans l'affaire Bofors et ses adversaires politiques s'acharnent à ternir son image. Il sera blanchi, mais il quitte définitivement la politique puis part se changer les idées à l'étranger. Il revient au cinéma à la fin des années 1980, mais le succès n'est que rarement au rendez-vous.
Dix ans plus tard, il effectue enfin son retour. Il accepte ainsi de jouer l'animateur de la version indienne de Qui veut gagner des millions ? (Kaun Banega Crorepati) qui devient très populaire. Il la présente pendant deux saisons avant que Shah Rukh Khan n'accepte le rôle. Brocardé par les critiques, boudé par le public, il est néanmoins élu superstar du millénaire par la BBC en 1999. En juin 2000, une statue, réalisée par Stuart Williamson, à son effigie est érigée au musée de Madame Tussaud à Londres. Les sorties de Mohabbatein (2000) puis de La Famille indienne (2001) permettent à l'acteur de jouir à nouveau d'une immense popularité. Le réalisateur Sanjay Leela Bhansali donne à Amitabh Bachchan son rôle le plus émouvant dans Black, un drame sorti début 2005, unanimement salué par les critiques, le public, et toute la profession. Kabhi Alvida Naa Kehna, son nouveau film, est annoncé comme l'un des films les plus importants de l'année 2006.
En octobre 2006, Amitabh Bachchan est promu au grade d'officier dans l'ordre national de la Légion d'honneur. Sa décoration lui a été remise le 3 février 2007 par l'ambassadeur de France en Inde Dominique Girard, qui a salué « une icône de l'Inde », au cours d'une cérémonie à l'ambassade de France à New Delhi, devant 400 invités et une centaine de journalistes.
En novembre 2017, son nom apparaît dans les révélations des Paradise Papers.
Il continue également à participer à des tournages, comme la comédie burlesque 102 Not Out sortie en 2018, qui, sans être un de ses meilleurs films, est un succès qui met en scène des seniors, ce qui est assez rare à Bollywood, où la jeunesse est d’habitude mise en exergue.
Il se voit également attribuer en 2021 le prix de la FIAF.

## Filmographie partielle

### Cinéma
- 1969 : Saat Hindustani de Khwaja Ahmad Abbas
- 1969 : Bhuvan Shome - voix du commentateur
- 1970 : Anand de Hrishikesh Mukherjee
- 1970 : Bombay Talkie
- 1971 : Sanjog
- 1971 : Reshma Aur Shera
- 1971 : Parwana
- 1971 : Pyar Ki Kahani
- 1972 : Raaste Kaa Patthar
- 1972 : Jaban
- 1972 : Garam Masala
- 1972 : Ek Nazar
- 1972 : Bawarchi - narrateur
- 1972 : Bansi Birju
- 1972 : Piya Ka Ghar - apparition spéciale
- 1972 : Bombay to Goa
- 1973 : Saudagar
- 1973 : Bandhe Haath
- 1973 : Bada Kabutar - apparition spéciale
- 1973 : Zanjeer de Prakash Mehra
- 1973 : Gehri Chaal
- 1973 : Abhimaan
- 1973 : Namak Haraam
- 1974 : Roti Kapada Aur Makaan
- 1974 : Dost - apparition spéciale
- 1974 : Kasauti
- 1974 : Benaam
- 1974 : Kunwara Baap - apparition spéciale
- 1974 : Majboor
- 1975 : Mili
- 1975 : Deewaar, de Yash Chopra
- 1975 : Chupke Chupke de Hrishikesh Mukherjee
- 1975 : Zameer
- 1975 : Sholay de Ramesh Sippy
- 1975 : Faraar
- 1976 : Do Anjaane
- 1976 : Aadalat
- 1976 : Kabhi Kabhie - Love Is Life, de Yash Chopra
- 1976 : Hera Pheri
- 1977 : Parvarish
- 1977 : Charandas - apparition spéciale
- 1977 : Amar Akbar Anthony
- 1977 : Alaap
- 1977 : Immaan Dharam
- 1977 : Khoon Pasina
- 1977 : Shatranj Ke Khilari - narrateur
- 1978 : Kasme Vaade
- 1978 : Besharam
- 1978 : Ganga Ki Saugand
- 1978 : Don de Chandra Barot
- 1978 : Trishul de Yash Chopra
- 1978 : Muqaddar Ka Sikandar
- 1979 : Mr. Natwarlal
- 1979 : Cinema Cinema
- 1979 : The Great Gambler
- 1979 : Jurmana
- 1979 : Manzil
- 1979 : Kaala Patthar
- 1979 : Suhaag
- 1980 : Ram Balram
- 1980 : Do Aur Do Paanch de Rakesh Kumar
- 1980 : Dostana
- 1980 : Shaan
- 1981 : Vilayati Babu - apparition spéciale
- 1981 : Laawaris
- 1981 : Kaalia
- 1981 : Commander - apparition spéciale
- 1981 : Chashme Buddoor - apparition spéciale
- 1981 : Yaarana
- 1981 : Barsaat Ki Ek Raat
- 1981 : Naseeb
- 1981 : Silsila de Yash Chopra
- 1982 : Namak Halaal
- 1982 : Khud-Daar
- 1982 : Desh Premee
- 1982 : Satte Pe Satta
- 1982 : Bemisal
- 1982 : Shakti de Ramesh Sippy
- 1983 : Pukar
- 1983 : Mahaan
- 1983 : La loi est aveugle (Andhaa Kaanoon) - apparition spéciale
- 1983 : Nastik
- 1983 : Film Hi Film - apparition spéciale
- 1983 : Coolie de Manmohan Desai et Prayag Raj
- 1984 : Sharaabi
- 1984 : Kanoon Kya Karega - narrateur
- 1984 : Inquilaab
- 1985 : Naya Bakra - apparition spéciale
- 1985 : Ghulami - narrateur
- 1985 : Geraftaar
- 1985 : Mard
- 1986 : Aakhree Raasta
- 1988 : Soorma Bhopali - apparition spéciale
- 1988 : Gangaa Jamunaa Saraswathi
- 1988 : Shahenshah
- 1989 : Main Azaad Hoon
- 1989 : Batwara - narrateur
- 1989 : Toofaan
- 1989 : Jaadugar
- 1990 : Agneepath
- 1990 : Aaj Ka Arjun
- 1991 : Hum de Mukul Anand
- 1991 : Ajooba
- 1991 : Indrajeet
- 1991 : Akayla
- 1992 : Zulm Ki Hukumat - narrateur
- 1992 : Khuda Gawah
- 1994 : Insaniyat
- 1996 : Tere Mere Sapne - acteur (narrateur) et producteur (ABCL)
- 1997 : Mrityudata
- 1998 : Major Saab - acteur et producteur (ABCL)
- 1998 : Bade Miyan Chote Miyan
- 1999 : Lal Baadshah
- 1999 : Sooryavansham
- 1999 : Hindustan Ki Kasam
- 1999 : Kohram: The Explosion
- 1999 : Hello Brother - la voix de Dieu
- 2000 : Mohabbatein d'Aditya Chopra
- 2001 : Ek Rishtaa: The Bond of Love
- 2001 : Lagaan: Once Upon a Time in India - narrateur
- 2001 : Aks - acteur et producteur (ABCL)
- 2001 : La Famille indienne (Kabhi Khushi Kabhie Gham) de Karan Johar
- 2002 : Aankhen
- 2002 : Hum Kisi Se Kum Nahin
- 2002 : Agni Varsha
- 2002 : Kaante
- 2003 : Khushi de Surya S.J.
- 2003 : Armaan de Honey Irani
- 2003 : Boom de Kaizad Gustad
- 2003 : Mumbai Se Aaya Mera Dost d'Apoorva Lakhia - narrateur
- 2003 : Baghban de Ravi Chopra
- 2003 : Fun2shh... Dudes in the 10th Century d'Imtiaz Punjabi - narrateur
- 2004 : Khakee de Rajkumar Santoshi
- 2004 : Aetbaar de Vikram Bhatt
- 2004 : Rudraksh de Mani Shankar - narrateur
- 2004 : Insaaf: The Justice de Shrey Srivastava - narrateur
- 2004 : Dev de Govind Nihalani
- 2004 : Lakshya de Farhan Akhtar
- 2004 : Deewaar de Milan Luthria
- 2004 : Kyun...! Ho Gaya Na de Samir Karnik
- 2004 : Hum Kaun Hai? de Ravi Sharma Shankar
- 2004 : Veer-Zaara de Yash Chopra
- 2004 : Ab Tumhare Hawale Watan Saathiyo d'Anil Sharma
- 2005 : Black de Sanjay Leela Bhansali
- 2005 : Waqt: The Race Against Time de Vipul Amrutlal Shah
- 2005 : Bunty Aur Babli de Shaad Ali
- 2005 : Parineeta de Pradeep Sarkar - narrateur
- 2005 : Paheli d'Amol Palekar - narrateur
- 2005 : Sarkar de Ram Gopal Varma
- 2005 : Viruddh... Family Comes First de Mahesh Manjrekar - acteur et producteur (ABCL)
- 2005 : Dil Jo Bhi Kahey de Romesh Sharma
- 2005 : Ek Ajnabee d'Apoorva Lakhia
- 2006 : Family: Ties of Blood de Rajkumar Santoshi - acteur et producteur (ABCL)
- 2006 : Darna Zaroori Hai de J. D. Chakravarthi, Manish Gupta, Sajid Khan, Jijy Philip, Prawal Raman Vivek Shah, Ram Gopal Varma
- 2006 : Kabhi Alvida Naa Kehna de Karan Johar
- 2006 : Nishabd de Ram Gopal Varma
- 2006 : Zamaanat de S. Ramanathan
- 2006 : Baabul  de Ravi Chopra
- 2007 : Cheeni Kumde Sunil Manchanda
- 2007 : Jhoom Barabar Jhoom de Shaad Ali (caméo)
- 2008 : Bhootnath de Vivek Sharma
- 2009 : Paa de R. Balki
- 2009 : Aladin de Sujoy Ghosh
- 2010 : Rann
- 2010 : Teen Patti de Leena Yadav
- 2010 : Shoebite de Shoojit Sircar
- 2012 : English Vinglish de Gauri Shinde (caméo)
- 2013 : Gatsby le Magnifique (The Great Gatsby) de Baz Luhrmann
- 2013 : Bombay Talkies, segment Muraba d'Anurag Kashyap
- 2018 : 102 Not Out de Dattatraya Vakharia
- 2019 : Badla de Sujoy Ghosh
- 2024 : Kalki 2898 AD de Nag Ashwin

### Télévision
- 1986 : Ek Ruka Hua Faisla - apparition spéciale

## Récompenses
- Filmfare Awards

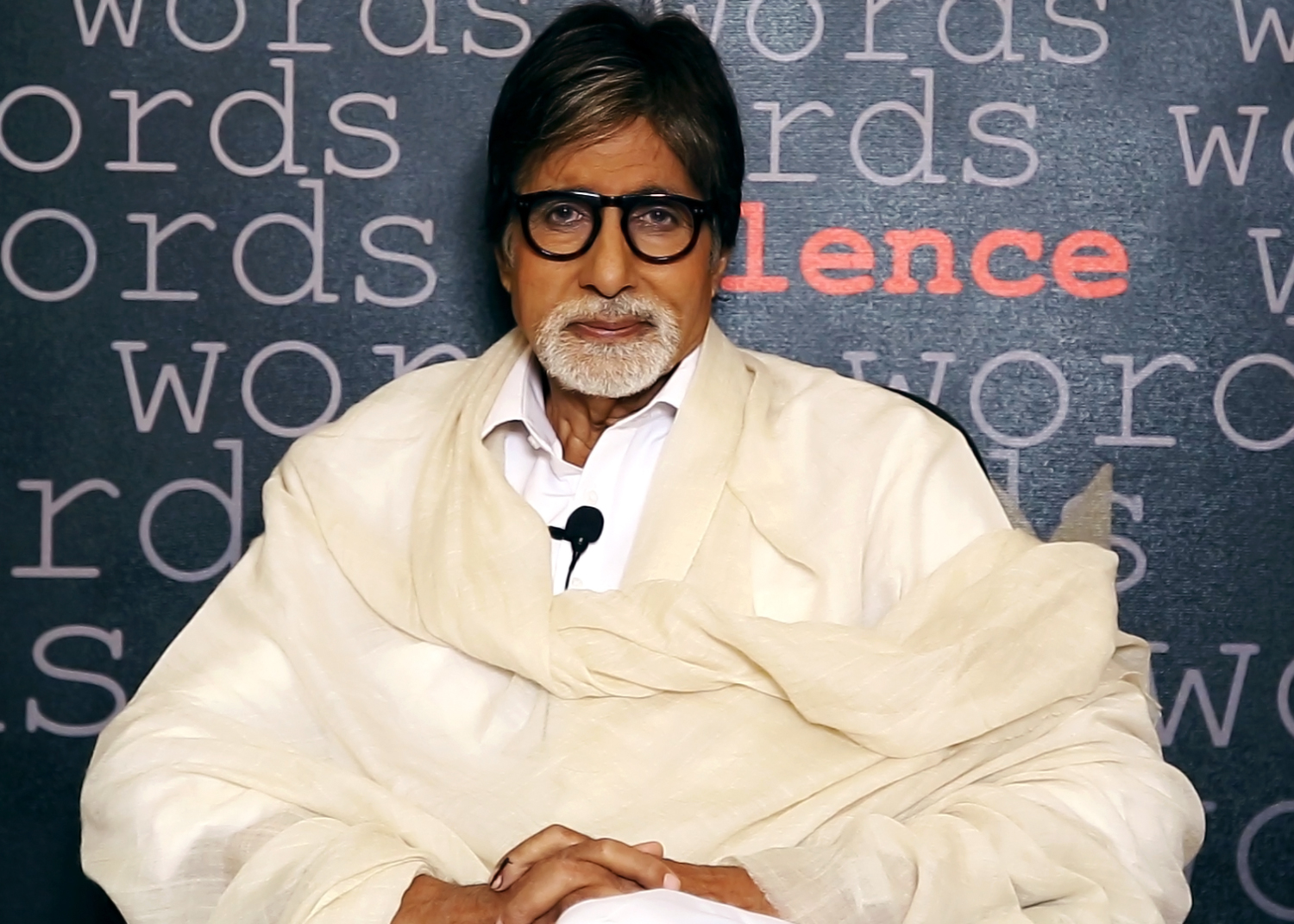
Amitabh Bachchan en 2015.

  - 2010 : Meilleur acteur pour Paa (2009)
  - 2006 : Meilleur acteur pour Black - critiques et public
  - 2002 : Meilleur acteur pour Aks (2001), attribué par les critiques
  - 2001 : Meilleur acteur dans un second rôle pour Mohabbatein (2000)
  - 2000 : Superstar du millénaire (récompense spéciale)
  - 1992 : Meilleur acteur pour Hum (1991)
  - 1979 : Meilleur acteur pour Don (1978)
  - 1978 : Meilleur acteur pour Amar Akbar Anthony (1977)
  - 1974 : Meilleur acteur dans un second rôle pour Namak Haraam (1973)
  - 1972 : Meilleur acteur dans un second rôle pour Anand (1970)
- IIFA Awards
  - 2006 : Meilleur acteur pour Black
- Star Screen Awards
  - 2006 : Meilleur acteur pour Black
- Prix de la FIAF
  - 2021 : Pour son parcours et également son rôle, au sein de la Film Heritage Foundation, de défenseur du patrimoine cinématographique, en Inde et au-delà[8]